# Ben Azubel
Ben Azubel (in ebraico בן אז'ובל‎?; Ganei Tikva, 19 settembre 1993) è un calciatore israeliano, attaccante dell'Hapoel Afula.

## Carriera

### Club
Il 28 agosto 2018 viene acquistato in prestito per 50.000 euro dalla squadra israeliana dell'Hapoel Haifa.

### Nazionale
Ha giocato nella nazionale israeliana Under-19.